# Delsa Solórzano
Delsa Solórzano   (El Hatillo, Miranda, Venezuela, 15 de novembre de 1971) és una política i advocada veneçolana. Va ser diputada a l'Assemblea Nacional de Veneçuela per al període 2016-2021, i va ser presidenta de la Comissió Permanent de Política Interior de l'Assemblea Nacional de Veneçuela de 2016 a 2018, de la mateixa manera s'exerceix com a vicepresident de la Comissió de Drets humans dels Parlamentaris de la Unió Interparlamentària Mundial.
Va ser vicepresidenta del partit socialdemòcrata Un Nuevo Tiempo de què es va separar el 4 de desembre de 2018. També va exercir com a diputada al Parlament Llatinoamericà, capítol Veneçuela durant període 2011-2016.
Està casada amb l'advocat penalista i constitucionalista veneçolà Luis Izquiel, i és mare d'un fill.

## Biografia
Delsa Jennifer Solórzano Bernal va néixer el 18 de novembre de 1978 a l'estat de Miranda. Es va llicenciar a la Universitat Central de Veneçuela, especialista en Ciències Penals i Criminològiques, amb estudis a diverses universitats del món, i és activista de Drets humans i articulista dels diaris Tal cual i E Universal, dos dels diaris de circulació nacional més importants de país. Va ser professora universitària de la Universitat Santa Maria, i de la Universitat Central de Veneçuela, on va dictar les càtedres de Dret Penal i Criminologia.
Va ser dirigent de l'oposició veneçolana al govern d'Hugo Chávez des dels inicis del seu govern, una de les fundadors del partit Solidaridad i una important dirigent de la Coordinadora Democràtica, on es va encarregar de portar tots els assumptes legals d'aquesta aliança opositora, i va destacar a l'establir les condicions electorals i la defensa de les signatures per demanar el Referèndum Revocatori de 2004. La Coordinadora Democràtica va ser dissolta el 2004 i passa immediatament a les files del partit Primero Justícia (PJ) on igualment va conformar la seva Direcció Nacional.

L'any 2005 va ser candidata a l'Assemblea Nacional, i juntament amb tots els candidats opositors al Govern de Chávez renúncia a la seva postulació per desconfiança en el sistema electoral. La campanya electoral de Solorzano es va destacar perquè en aquest moment es trobava embarassada.

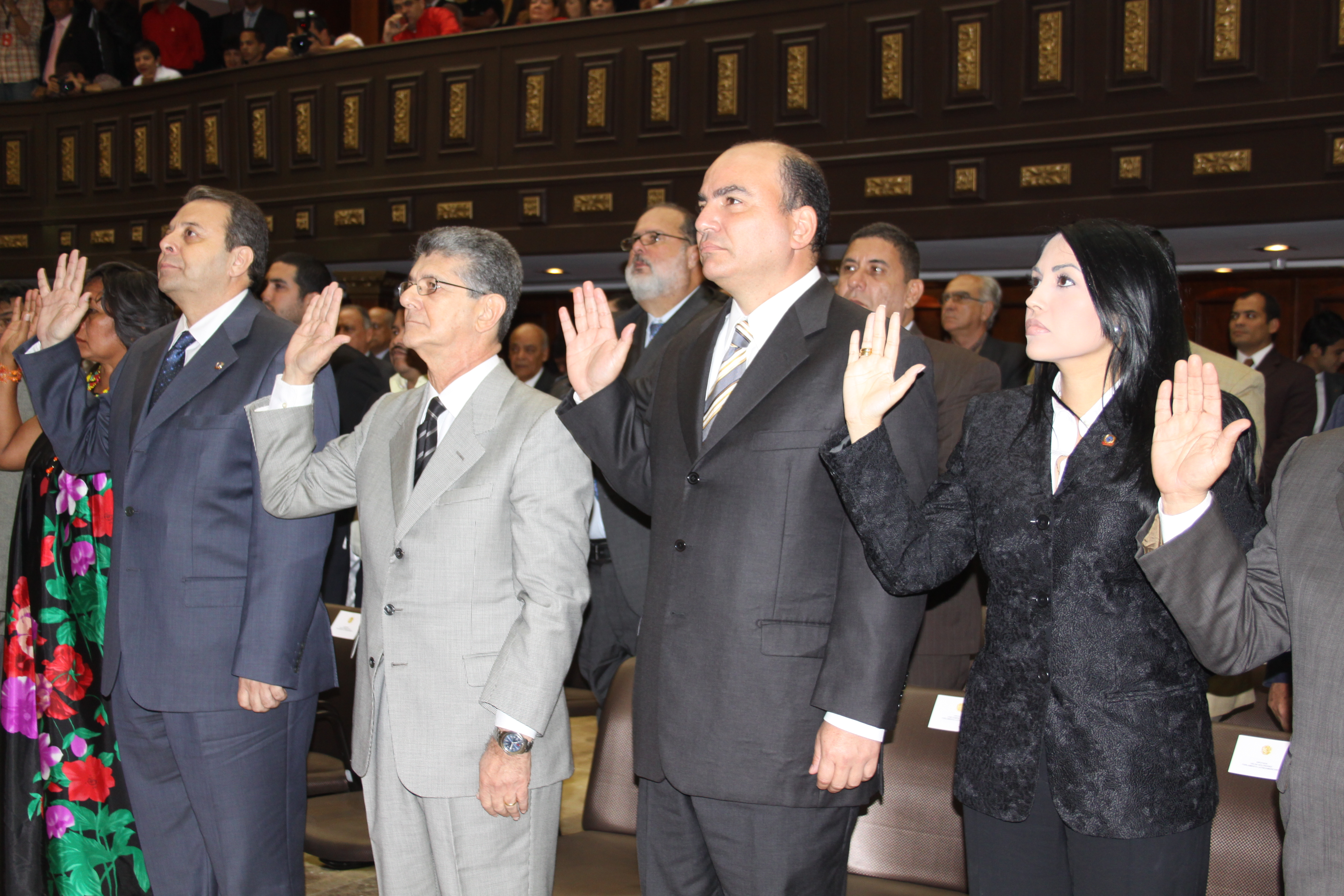
Jurament a l'Assemblea Nacional dels Parlamentaris Llatinoamericans, capítol Veneçuela

El 2006 va ser dirigent de campanya electoral del candidat presidencial Manuel Rosales.
Al febrer de l'any 2007 va formar part del grup dissident de PJ que, un cop separat del partit va passar a denominar-se Justícia Popular, poc després, juntament amb tot el grup dissident de PJ. S'incorpora a les files del partit Un Nuevo Tiempo i va ocupar el càrrec de vicepresidenta nacional i Directora de la Comissió de Drets Humans. Va ser representant de Veneçuela en el Consell Americà de Joves Polítics (ACYPL), a Washington l'any 2007.
L'any 2008, va perseguir sense èxit la candidatura a l'alcaldia del municipi d'El Hatillo en l'Estat de Miranda. El 10 de desembre de 2008, renúncia a Un Nuevo Tiempo i funda el partit Encuentro Ciudadano, amb una ideologia centredemocràtica. És també membre de la Mesa de la Unidad Democràtica (MUD). A la MUD s'exerceix com Coordinadora Nacional de la Comissió de Drets Humans.
Va ser designada al novembre de 2009 com a vicepresidenta de Participació Ciutadana del partit Un Nuevo Tiempo, sent una de les dones més joves del seu país a exercir un càrrec de tan alta responsabilitat política. Posteriorment, l'any 2012 és designada en la nova directiva d'aquesta organització política com a vicepresidenta nacional.
El 26 de setembre de 2010, en els comicis parlamentaris de Veneçuela, va resultar elegida com a diputada al Parlament Llatinoamericà per al període 2011-2016. El grup conformat per la Mesa de la Unitat Democràtica, integrada per Delsa Solórzano, Timoteo Zambrano, Henry Ramos Allup, José Ramón Sánchez i Francisco García com a diputats titulars, va obtenir més de cinc milions de vots.
Per a les Eleccions parlamentàries de 2015, va perseguir i va obtenir la candidatura pel circuit número 1 de l'Estat de Miranda conformat pels municipis Carrizal, Guaicaipuro i Los Salias. Va ser elegida diputada de l'Assemblea Nacional per al període 2016-2021, el 6 de desembre de 2015 a la victòria de la Mesa de la Unidad Democrática sobre la coalició del Gran Polo Patriótico. Va resultar ser una de les diputades més votades de la contesa electoral a tot el país guanyant el seu escó amb prop de el 70% del total de vots.
El març de 2016 va ser designada com a membre permanent del Comitè de Drets Humans dels Parlamentaris de la Unió Interparlamentària Mundial per un període de cinc anys. S'ha manifestat en contra de l'Assemblea Nacional Constituent de Veneçuela de 2017.
Al desembre de 2018 va renunciar a Un Nuevo Tiempo i va fundar el moviment polític Encuentro Ciudadano, junt amb José Luis Farías.